# اس‌اس فیسکاس
اس‌اس فیسکاس (به انگلیسی: SS Fiscus) یک زیردریایی بود که طول آن ۳۹۹٫۰ فوت (۱۲۱٫۶ متر) بود. این زیردریایی در سال ۱۹۲۸ ساخته شد.